# Say Yay!
Say Yay! er en sang af den spanske sanger Barei. Sangen er skrevet på engelsk, og den er skrevet af hende selv, Rubén Villanueva og Víctor Púa Vió. Sangen repræsenterede Spanien i Eurovision Song Contest 2016.

## Eksterne kilder og henvisninger
1. ↑  "Barei to represent Spain in Stockholm!". Eurovision.tv. Hentet 2016-02-01.

| Musik | Spire Denne musikartikel er en spire som bør udbygges. Du er velkommen til at hjælpe Wikipedia ved at udvide den. |